# 多重露光 (曲)
「多重露光」（たじゅうろこう）は、日本のバンド・東京スカパラダイスオーケストラの楽曲。2021年3月3日に23枚目のフル・アルバム『SKA=ALMIGHTY』の収録曲としてcutting edgeより発売された。ゲストボーカルは、[Alexandros]の川上洋平。

## 概要
- 作詞は谷中敦、作曲はNARGO、編曲は東京スカパラダイスオーケストラが担当した[2]。
- 本曲は、東映配給映画『劇場短編 仮面ライダーセイバー 不死鳥の剣士と破滅の本』の主題歌である[2]。
- 本曲のゲストボーカルは、同映画のテレビシリーズであるテレビ朝日系ドラマ『仮面ライダーセイバー』の主題歌「ALMIGHTY〜仮面の約束 feat.川上洋平」から引き続き、[Alexandros]の川上洋平が担当している[2]。
- 作詞を担当した谷中は、「過去と、今現在必死に捻り出す自分たちの儚い希望を、カメラでいうところの多重露光のように重ね合わせていけたら、美しい未来が描けはしないか？と思って書かせて貰った」とコメントした[2]。
- 2020年12月18日、同映画のサウンドトラック『劇場短編 仮面ライダーセイバー 不死鳥の剣士と破滅の本 主題歌&サウンドトラック』が配信リリースされ、同作と共に、本曲の劇中サイズである『多重露光 feat.川上洋平 (Movie Edit)』が先行配信された[3]。
- 2021年2月10日、本曲のフルバージョンが各配信サイトにて先行配信され[4]、MVが公開された[5]。
- 2021年3月3日、自身の23rdアルバム『SKA=ALMIGHTY』が発売され、初のCD収録となった[1]。

## 収録作品
- アルバム
  - 『SKA=ALMIGHTY』
- サウンドトラック
  - 『劇場短編 仮面ライダーセイバー 不死鳥の剣士と破滅の本 主題歌&サウンドトラック』